# Batalha de Penco
A Batalha de Penco foi um encontro militar sucedido o 12 de março de 1550 entre as forças espanholas de Pedro de Valdivia e as mapuches do toqui Ainavillo.
No campo de batalha ficaram os corpos de até 4 000 indígenas e cerca de 200 prisioneiros, ademais, cerca de 300 morreram só com as cargas da cavalaria espanhola; Valdivia para dar um lição, lhes cortou uma mão e o nariz de cada prisioneiro para depois os soltar.

## Plano de fundo
Após a batalha de Quilacura em fevereiro de 1546, Pedro de Valdivia decidiu retirar-se para Santiago ao ver as forças mapuches superiores. No entanto, ele voltará quatro anos depois, assim que conseguir reunir um maior número de soldados. Em janeiro de 1550 Valdivia deixou Santiago com pouco mais de 200 espanhóis e um corpo auxiliar sob o comando do chefe Picunche Michimalonco.
Em 22 de fevereiro de 1550, as forças espanholas de Pedro de Valdivia e os Mapuches de Ainavillo se enfrentaram na Batalha de Andalién, perto da atual cidade de Concepción, que terminou com uma vitória espanhola. Como consequência desta batalha, Valdivia construiu um forte em Penco, para se preparar para os próximos ataques. Valdivia levou oito dias para construir uma trincheira de três metros e meio de profundidade e, atrás dela, uma parede de 1 500 passos de comprimento feita com a terra extraída na escavação.
O toqui Ainavillo, após a derrota, reuniu cerca de 10 000 guerreiros de Arauco e outros 5 000 de Tucapel , e com essas forças planejou um ataque contra o forte espanhol de Penco.

## A Batalha
Em 12 de março, um exército de 60 mil guerreiros, segundo fontes da época, sob o comando de Ainavillo avançou contra a fortaleza de Penco em três divisões distintas, com 5 000 escaramuçadores dirigindo seu avanço. Eles a cercaram e sitiaram, mas não puderam atacá-la. Atiraram flechas e pedras nos defensores, estes aguardando que os indígenas lutassem em campo aberto para usar sua cavalaria.
Os conquistadores, já sabendo de Ainavillo, viram-no no campo e Jerónimo de Alderete sem a autorização do seu comandante o acusou. No entanto, o toqui mandou cerrar fileiras e o rejeitou. Vendo o risco para Alderete, o governador enviou a cavalaria de Villagra em seu socorro. Ambos os espanhóis reorganizaram seus cavaleiros e arrasaram as forças de Ainavillo, ainda em desordem após o primeiro ataque. Os mapuches fugiram por terreno impossível para a cavalaria ou infantaria hispânica viajar, então eles deixaram a tarefa de persegui-los para seus yanaconas. Os corpos de até 4 000 indígenas e cerca de 200 prisioneiros permaneceram no campo de batalha, Cerca de 300 morreram sozinhos nas cargas da cavalaria espanhola.  Valdivia, para dar um exemplo, decepou uma das mãos e o nariz de cada prisioneiro e depois os soltou.

## Consequências
Valdivia permaneceu todo aquele ano de 1550 no forte Penco, fundando formalmente Santa María De La Imaculada Concepción, que seria a terceira cidade importante depois de La Serena e Santiago. Com a vitória na Batalha de Penco, este território passou a ser o principal quartel-general da Guerra de Arauco .

Em fevereiro de 1551 Valdivia retomou a campanha de Concepción com 170 soldados, chegando às margens do rio Cautín. Lá ele fundou um forte próximo ao afluente do rio Damas, La Imperial, deixando Pedro de Villagra a cargo da missão de concluí-lo. Logo novas cidades seriam fundadas em território Mapuche.